# Формула Валлиса
Фо́рмула Ва́ллиса (также произве́дение Ва́ллиса) — формула, выражающая число {\displaystyle \pi } через бесконечное произведение рациональных дробей:
{\displaystyle {\begin{aligned}{\frac {\pi }{2}}&=\prod _{n=1}^{\infty }{\frac {4n^{2}}{4n^{2}-1}}=\prod _{n=1}^{\infty }\left({\frac {2n}{2n-1}}\cdot {\frac {2n}{2n+1}}\right)\\[6pt]&={\Big (}{\frac {2}{1}}\cdot {\frac {2}{3}}{\Big )}\cdot {\Big (}{\frac {4}{3}}\cdot {\frac {4}{5}}{\Big )}\cdot {\Big (}{\frac {6}{5}}\cdot {\frac {6}{7}}{\Big )}\cdot {\Big (}{\frac {8}{7}}\cdot {\frac {8}{9}}{\Big )}\cdot \;\cdots \\\end{aligned}}}

## История
В 1655 году Джон Валлис предложил формулу для определения числа {\displaystyle \pi }:
{\displaystyle {\frac {\pi }{2}}=\prod _{n=1}^{\infty }{\frac {(2n)^{2}}{(2n-1)(2n+1)}}={\frac {2}{1}}\cdot {\frac {2}{3}}\cdot {\frac {4}{3}}\cdot {\frac {4}{5}}\cdot {\frac {6}{5}}\cdot {\frac {6}{7}}\cdot {\frac {8}{7}}\cdot {\frac {8}{9}}\cdot {\frac {10}{9}}\cdot {\frac {10}{11}}\cdot \ldots }
Валлис пришёл к ней, вычисляя площадь круга. Исторически формула Валлиса имела значение как один из первых примеров бесконечных произведений.

## Доказательство
При подстановке {\displaystyle x={\frac {\pi }{2}}} в бесконечное произведение для функции синуса, имеющее вид
{\displaystyle {\frac {\sin x}{x}}=\prod _{n=1}^{\infty }\left(1-{\frac {x^{2}}{n^{2}\pi ^{2}}}\right),}
получается
{\displaystyle {\frac {2}{\pi }}=\prod _{n=1}^{\infty }\left(1-{\frac {1}{4n^{2}}}\right),}
откуда
{\displaystyle {\begin{aligned}{\frac {\pi }{2}}&=\prod _{n=1}^{\infty }\left({\frac {4n^{2}}{4n^{2}-1}}\right)=\\&=\prod _{n=1}^{\infty }{\frac {(2n)^{2}}{(2n-1)(2n+1)}}={\frac {2}{1}}\cdot {\frac {2}{3}}\cdot {\frac {4}{3}}\cdot {\frac {4}{5}}\cdot {\frac {6}{5}}\cdot {\frac {6}{7}}\cdot {\frac {8}{7}}\cdot {\frac {8}{9}}\cdot \ldots \end{aligned}}}

## Применение
Произведение Валлиса сходится крайне медленно, поэтому для практического вычисления числа {\displaystyle \pi } оно малопригодно. При этом формула бывает полезна при различных теоретических исследованиях, например при выводе формулы Стирлинга.
Если формулу скорректировать, придав ей вид
{\displaystyle \pi \approx \left[\prod _{n=1}^{m-1}{\frac {(2n)^{2}}{(2n-1)(2n+1)}}\right]\cdot \left[{\frac {2m}{2m-1}}\cdot \left({\frac {2m}{2m+1}}\cdot {\frac {1}{4}}+1\right)+{\frac {3}{4}}\right]}
то скорость сходимости возрастёт примерно на пять порядков. Так, например, при {\displaystyle m=4} получится
{\displaystyle \pi \approx {\frac {2}{1}}\cdot {\frac {2}{3}}\cdot {\frac {4}{3}}\cdot {\frac {4}{5}}\cdot {\frac {6}{5}}\cdot {\frac {6}{7}}\cdot \left[{\frac {8}{7}}\cdot \left({\frac {8}{9}}\cdot {\frac {1}{4}}+1\right)+{\frac {3}{4}}\right]\approx 3,1405.}